# Дорога к звёздам (фильм, 1942)
«Дорога к звёздам» — художественный фильм, снятый режиссёром Эдуардом Пенцлиным в условиях эвакуации во время Великой Отечественной войны, в 1942 году.

## Сюжет
Июнь 1941 года. Студент консерватории Митя Елисеев ищет тему для своего дипломного произведения. Начавшаяся Великая Отечественная война меняет его планы, и он решает добровольцем пойти в армию и стать лётчиком. Отец Мити, полковник авиации, не поддерживает желание сына, считая его непригодным для сложной и трудной профессии. Однако Мите удаётся поступить в лётную школу. Благодаря своему старанию и помощи преподавателя и начальника школы Новикова он становится одним из лучших курсантов.
Вскоре майор Новиков отправляется на фронт с очередным пополнением. Перед летной частью полковника Елисеева поставлена задача — обнаружить тщательно замаскированный фашистский аэродром. Несколько разведывательных полетов заканчиваются неудачей — советские самолёты сбивает знаменитый фашистский ас Вундерлих. Полковник Елисеев отдаёт приказ Новикову отправить в разведку лучшего курсанта. Выбор падает на Митю.
Вундерлиху удается повредить его самолёт, совершив коварный манёвр, но Елисеев успевает обнаружить аэродром и сообщает его местоположение. Митя совершает аварийную посадку. Аэродром разгромлен советской авиацией. Митя вновь сталкивается в воздухе с Вундерлихом и на сей раз сбивает его. После победного боя Митя сталкивается с генералом Кожухаровым, который до войны спас зазевавшегося Митю из-под колёс автомобиля. Тот спрашивает, не отказался ли молодой композитор от мечты написать симфонию. Митя отвечает, что написал симфонию, но планирует написать лучшую, когда война закончится.

## В ролях
- Чеслав Сушкевич — Митя Елисеев
- Александр Хвыля — полковник Елисеев
- Василий Зайчиков — майор Новиков
- Марк Бернес — генерал Кожухаров
- Николай Черкасов (Сергеев) — командующий фронтом
- Ирина Федотова — Оля
- Николай Волков — майор Вундерлих
- Виктор Ключарев — лейтенант Гютнер

## Съёмочная группа
- Автор сценария: Владимир Крепс
- Режиссёр: Эдуард Пенцлин
- Оператор: Василий Симбирцев
- Художник: Иосиф Юцевич
- Композитор: Никита Богословский
- Звукооператор: Г. Сенчилло[1]